# Liste der Naturschutzgebiete im Landkreis Oberspreewald-Lausitz
Im Brandenburger Landkreis Oberspreewald-Lausitz gibt es 26 Naturschutzgebiete (Stand Februar 2017).
| Name des Gebietes                                       | Bild           | Kennung | WDPA      | Landkreis / Stadt                                                                 | Beschreibung / Bemerkungen | Standort | Fläche in Hektar | Datum der Verordnung   |
| ------------------------------------------------------- | -------------- | ------- | --------- | --------------------------------------------------------------------------------- | -------------------------- | -------- | ---------------- | ---------------------- |
| Alteno-Radden                                           |                | 1302    | 318096    | Landkreis Dahme-Spreewald, Landkreis Oberspreewald-Lausitz                        |                            | Position | 33,43            | 29.03.2003             |
| Bergbaufolgelandschaft Grünhaus                         | weitere Bilder | 1596    | 378057    | Landkreis Elbe-Elster, Landkreis Oberspreewald-Lausitz                            |                            | Position | 1780,78          | 28.11.2006             |
| Calauer Schweiz                                         |                | 1487    | 162670    | Landkreis Oberspreewald-Lausitz                                                   |                            | Position | 1406,54          | 16.01.1997             |
| Der Loben                                               | weitere Bilder | 1369    | 14427     | Landkreis Elbe-Elster, Landkreis Oberspreewald-Lausitz                            |                            | Position | 702,45           | 26.03.1981, 01.07.2007 |
| Erikasee bei Großkoschen                                | weitere Bilder | 1571    | 318357    | Landkreis Oberspreewald-Lausitz                                                   |                            | Position | 80,67            | 27.09.2003             |
| Innerer Oberspreewald                                   | weitere Bilder | 1288    | 102244    | Landkreis Dahme-Spreewald, Landkreis Oberspreewald-Lausitz, Landkreis Spree-Neiße |                            | Position | 5744,8           | 01.10.1990             |
| Insel im Senftenberger See                              | weitere Bilder | 1370    | 14428     | Landkreis Oberspreewald-Lausitz                                                   |                            | Position | 889,9            | 26.03.1981             |
| Mloder Teichgebiet                                      |                | 1112    | 164644    | Landkreis Oberspreewald-Lausitz                                                   |                            | Position | 24,46            | 16.01.1997             |
| Peickwitzer Teiche und Schwarzbacher Heide              |                | 1572    | 555514003 | Landkreis Oberspreewald-Lausitz                                                   |                            | Position | 133,63           | 16.01.2010             |
| Pulsnitz                                                |                | 1378    | 165051    | Landkreis Oberspreewald-Lausitz                                                   |                            | Position | 18,63            | 26.03.1981, 01.07.2007 |
| Reptener Teiche                                         |                | 1318    | 318977    | Landkreis Oberspreewald-Lausitz                                                   |                            | Position | 63,55            | 29.03.2003             |
| Rohatsch zwischen Guteborn und Hohenbocka               |                | 1573    | 318999    | Landkreis Oberspreewald-Lausitz                                                   |                            | Position | 336,5            | 27.09.2003             |
| Schlabendorfer Bergbaufolgelandschaft - Lichtenauer See |                | 1116    | 165396    | Landkreis Oberspreewald-Lausitz                                                   |                            | Position | 465,28           | 16.01.1997             |
| Schwarzwasser bei Lipsa                                 | weitere Bilder | 1377    | 319095    | Landkreis Oberspreewald-Lausitz                                                   |                            | Position | 26,29            | 01.07.2002             |
| Seeser Bergbaufolgelandschaft                           |                | 1113    | 165543    | Landkreis Oberspreewald-Lausitz                                                   |                            | Position | 892,11           | 16.01.1997             |
| Seewald                                                 |                | 1372    | 14430     | Landkreis Oberspreewald-Lausitz                                                   |                            | Position | 265,55           | 26.03.1981, 01.07.2007 |
| Sorgenteich                                             | weitere Bilder | 1374    | 165601    | Landkreis Oberspreewald-Lausitz                                                   |                            | Position | 49,98            | 26.03.1981             |
| Sorno-Rosendorfer Buchten                               |                | 1638    | 555558904 | Landkreis Oberspreewald-Lausitz                                                   |                            | Position | 1086,22          | 15.04.2014             |
| Stöbritzer See                                          |                | 1118    | 165745    | Landkreis Oberspreewald-Lausitz                                                   |                            | Position | 42,33            | 16.01.1997             |
| Sukzessionslandschaft Nebendorf                         |                | 1120    | 165796    | Landkreis Oberspreewald-Lausitz                                                   |                            | Position | 43,08            | 16.01.1997             |
| Tannenbusch und Teichlandschaft Groß Mehßow             |                | 1107    | 165829    | Landkreis Oberspreewald-Lausitz                                                   |                            | Position | 202,64           | 16.01.1997             |
| Teichlandschaft Buchwäldchen-Muckwar                    |                | 1109    | 165849    | Landkreis Oberspreewald-Lausitz                                                   |                            | Position | 95,34            | 16.01.1997             |
| Tornower Niederung                                      |                | 1593    | 344839    | Landkreis Oberspreewald-Lausitz                                                   |                            | Position | 851,37           | 19.08.2005             |
| Weißer Berg bei Bahnsdorf                               |                | 1604    | 389993    | Landkreis Oberspreewald-Lausitz                                                   |                            | Position | 28,64            | 14.10.2009             |
| Welkteich                                               |                | 1371    | 14431     | Landkreis Oberspreewald-Lausitz                                                   |                            | Position | 113,1            | 26.03.1981             |
| Westmarkscheide - Mariensumpf                           |                | 1364    | 319324    | Landkreis Oberspreewald-Lausitz                                                   |                            | Position | 22,91            | 30.10.2001             |
| Wuppen                                                  |                |         | 555632782 | Landkreis Oberspreewald-Lausitz                                                   |                            | Position | 11,15            | 2018                   |